# Notioprogonis
Els notioprogonis (Notioprogonia) són un subordre de l'ordre extint de mamífers dels notoungulats que inclou dues famílies: els henricosbòrnids i els notostilòpids. Cifelli ha arguït que el grup dels notioprogonis és parafilètic perquè inclou els avantpassats dels altres subordres.